# Вьюнковые (подсемейство)
Вьюнковые — подсемейство двудольных растений семейства Вьюнковые (Convolvulaceae).

## Состав
В состав подсемейства Вьюнковые входят следующие трибы:
- Cuscuteae Dumort. — Повиликовые
- Erycibeae R.Hogg
- Humbertieae Stefanović & D.F.Austin
- Jacquemontieae Stefanović & D.F.Austin
- Merremieae D.F.Austin
- Aniseieae Stefanović & D.F.Austin
- Cardiochlamyeae Stefanović & D.F.Austin
- Convolvuleae (Choisy) — Вьюнковые
- Cresseae C.B.Clarke
- Dichondreae Choisy ex D.Don
- Ipomoeeae Hallier f. — Ипомеевые
- Maripeae Webb & Berthel. — Мариповые